# 中國民歌
中國民歌包括用以演唱的歌和用于吟诵的谣两种形式。中国民歌是中国民族民间音乐的一部分，由民間创作，口头传唱，是民间文学的一种形式，民歌多为以吟诵为主的韵文。公元前5世纪左右编成的中国第一部诗歌总集《诗经》，分风、雅、颂三个部分，其中风的部分，就是当时各地的民歌。战国时期屈原、宋玉等人所著《楚辞》中也搜集了楚地的民歌。西汉时期，政府设立“乐府”，收集各地民歌，以察民情。宋朝的宋词，元朝的元曲也都是有代表性的中国民歌。
中华人民共和国成立之初，中国的民歌多以红色革命题材为主。改革开放之后，中国的民歌受到西方文化的影响，与西方文化交融，并逐渐类似于西方的流行音乐。

## 分类

### 按體裁、節奏、曲調、情感分
按體裁、節奏、曲調、情感分類，基礎三分法是分为号子、山歌、小调；还有的学者将其分为号子、山歌、小调、长歌与多声部歌曲四大类；还有的学者将其细化，分为号子、山歌、小调、儿歌、摇儿曲、宗教歌曲、长歌与多声部歌曲等。
最基礎的三分法：
1. 号子：（也称之为劳动号子）是人们在体力劳动时候编唱、并直接为之服务的民歌。在中国，号子有不同的称呼：北方常称之为“吆号子”，南方常称之为“喊号子”。号子具有一领众和的演唱形式，歌曲节奏与劳动节奏统一，旋律节奏固定，一般演唱时为领者即兴，和者衬词的形式。号子从歌词题材上分为农事号子、工程号子、林业号子、船工号子、搬运号子与作坊号子。
2. 山歌：是指各种山野歌曲，它是人们在上山砍柴、田间劳作、野外放牧、停脚小歇时，为抒发内心情感，或向远处的人传递情意、对答传语的即兴编唱，多在户外演唱。具有直畅性、单纯性、自由性，同时旋律起伏大，多采用上下句结构，句子多对偶。可大致分为爬山调、山曲、信天游、花儿、客家山歌、闽粤赣山歌。
3. 小调 (中國音樂)：小调即“里巷之乐”，也称“小令”，是人们日常生活的休息、娱乐、集会等场合中演唱的民间歌曲，也就是说，除了劳动号子、山歌以外的各种日常歌唱的小型民歌都可以归入这一类之中。小调常由职业或半职业的艺人演唱，流传性广，节奏均匀，旋律丰富，歌词多采用长短句。

### 按內容分
內容最基礎六类：
1. 劳动歌：指劳动号子等各种在劳动中唱的歌。有的直接配合劳动动作，节奏十分鲜明；有的只是调节劳动情绪，如采茶歌、草原牧歌等。
2. 仪礼歌：专门用于各种民间仪式和民间礼俗的民歌。如民间婚礼上使用的撒帐歌，民间建房时使用的建房歌。
3. 时政歌：主要内容是时事政治评论的民间歌谣。其政治意义高，有一定的文献价值。
4. 生活歌：表现群众一般的家庭生活与劳动生活内容的民歌。如反映农民生活的《十二月长工歌》，集中揭示了长工与地主之间的尖锐矛盾。
5. 情歌：即有关爱情的民歌。它是民歌中数量最多，也最动人的一种。如四川民歌《高高山上一树槐》，它所表现的是一位姑娘久等情人不至后的怅惘。情歌在中国部分少数民族中是青年人恋爱、择偶过程中不可缺少的交际工具。
6. 儿歌：儿童演唱或朗诵的民间歌谣。中国古代特定时期产生的童谣由于是时政预言性质的民歌，不属于儿歌。儿歌的内容主要是游戏儿歌，绕口令以及大人逗小孩的歌。

## 新民歌
美声唱法在20世纪初引入中國之後，源于民间民歌和戏曲的中國民族唱法受到了它的衝擊。1940年代延安的一些文工团和艺术家开始在其创作的音乐作品中使用民族唱法。1949年后中国的音乐教育界开始构建“专业民族唱法”，形成所谓“土洋之争”和“唱法问题”争论，结果为专业民族唱法在高校音乐教育中拥有一席之地。文化大革命后，中国音乐学院教授金铁霖在民族唱法教学中融入和美声唱法技巧，乐评界及声乐界称之为“金氏唱法”。
1990年代后随着音乐电视在中国的传播，开始出现了新民歌或晚会民歌的新类型。这类音乐通常使用民族唱法，内容以体现民族历史文化或宣传“主旋律”——即歌颂中国共产党、国家、解放军的领导集体为主，代表歌手有宋祖英、彭丽媛、王宏伟等。对此，2006年全国青年歌手电视大奖赛评委、中国艺术研究院音乐研究所原副所长田青曾表示“现在对‘民歌’的概念是在乱用……包括宋祖英唱的，那都不是‘民歌’，而是民歌风格的创作歌曲”，《音乐周报》记者周永泽亦于2022年指出此类有明确词曲作者的创作歌曲一旦纳入民歌便会对民歌著作权归属问题形成挑战，并表示“民歌与流行歌曲、艺术歌曲是两码事，还是不要混为一谈的好”。

## 各地民歌
中国民歌的形式非常丰富。不同地区各有区别。
中国民歌依照地区可分成以下几种种：
- 中原地区和东南沿海汉族民歌
- 北方草原牧区民歌
- 西部受佛教影响藏族民歌
- 西南高原多民族原始民歌
- 东北受萨满教影响的狩猎民歌
- 西北高原半农半牧民歌
- 西部受伊斯兰文化影响的新疆民歌

中国民歌四句一段者居多，但陕北、晋西北有两句一段的民歌。除七言体以外，又有五言、六言、八言以至十几言的诗句。在用韵方面，中國人民歌基本上都押尾韵。南方的较为柔美含蓄，北方的较为直率粗放。
陕北民歌：
- 西北风（英语：Northwest Wind）
- 信天游

江苏民歌：
- 茉莉花
- 苏州好风光
- 无锡景
- 太湖美
- 孟姜女
- 紫竹调
- 拔根芦柴花
- 杨柳青
- 采红菱
- 四季歌

安徽民歌
- 当涂民歌
- 巢湖民歌

0
河南民歌多分布在偏远山区和省域边沿地区，风格鲜明，品种数量较多，有些民歌还和民间的舞蹈紧密联系。—部分发展成为曲艺或戏曲，或者被曲艺，戏曲吸收应用，比较有名的民歌有：
- 编花篮
- 一根扁旦
- 王大娘钉缸
- 对花
- 绣荷包
- 放风筝
- 一朵茉莉花

东北民歌
- 东北摇篮曲

河北民歌
- 小白菜
- 小放牛

0
湖南民歌
- 浏阳河
- 辣妹子

四川民歌
- 康定情歌
- 采花

湖北民歌
- 龙船调

新疆民歌
- 青春舞曲
- 掀起你的盖头来

0